# Irving G. Thalberg

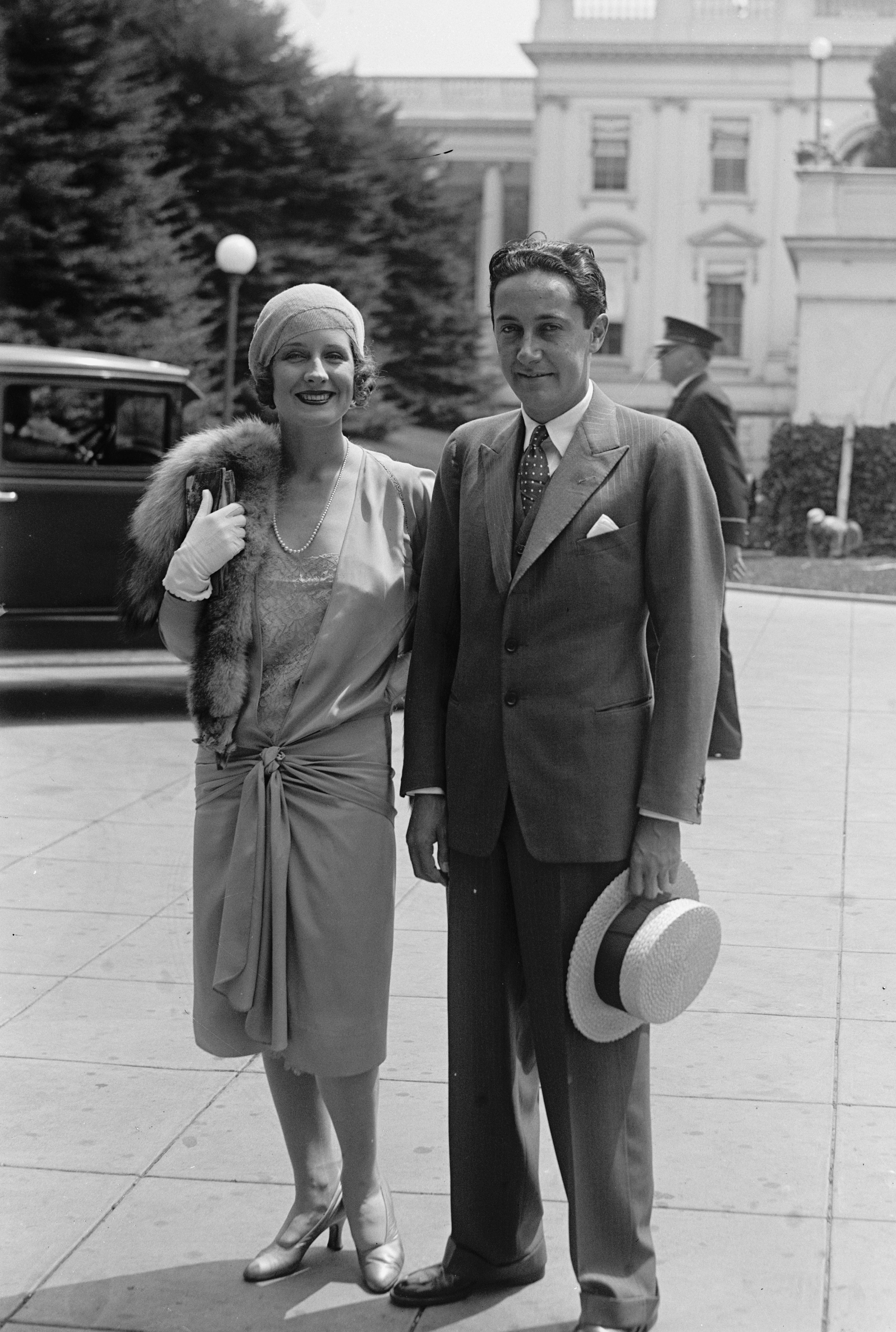
Irving Thalberg en companyia de la seva dona, l'actriu Norma Shearer (1929).

Irving Thalberg (Brooklyn, Nova York, 30 de maig de 1899 - Santa Monica, Califòrnia, 14 de setembre de 1936) va ser un productor de cinema estatunidenc dels començaments del cinema. Era anomenat The Wonder Boy per la seva joventut i la seva habilitat inigualada per escollir bons guions i treure'n pel·lícules rendibles.

## Biografia
Fill d'immigrants jueus alemanys Irving Grant Thalberg neix a Brooklyn. De petit, per entretenir-se, llegia llibres com a activitat principal. Va devorar novel·les populars, clàssics, obres de teatre i biografies. Els seus llibres, necessàriament, van substituir els carrers de Nova York i van fer créixer el seu interès per la filosofia clàssica i els filòsofs, com ara William James. Al Final dels seus estudis, és contractat a la seu novaiorquesa de la Universal Pictures. Hi treballa en qualitat de secretari personal del fundador dels estudis Universal, Carl Laemmle. Brillant i tenaç, als 21 anys és anomenat encarregat de produccions a la ubicació californiana dels estudis, Universal City.
Ràpidament, Thalberg demostra força i d'autoritat. Així el 1922, s'oposa a Erich von Stroheim en relació amb la llargada de Foolish Wives i controla tots els aspectes de producció de El geperut de Notre-Dame (1923). Tanmateix, el 1924, pren un nou gir la seva carrera deixant la Universal per anar a la productora de Louis B. Mayer que, poc temps després s'unirà a Metro Pictures Corporation per fundar la coneguda Metro-Goldwyn-Mayer.
Thalberg és també famós per haver creat la «unit production management scheme», les produccions de Hollywood es van dividir finalment en «units», dividint el control creatiu d'una pel·lícula entre productor, director…
El seu primer èxit amb la MGM és el 1925 amb  The Big Parade dirigit per King Vidor. Fins al 1932, supervisa totes les produccions importants i combina acuradament la preparació de les preproduccions amb previsualitzacions Sneak que mesuren la resposta del públic.
Però, tot i que el seu ardor en el treball li permet obtenir sempre els millors resultats, Thalberg és atrapat per la realitat d'una salut fràgil. Afectat, des del naixement, de problemes cardíacs, és víctima el 1932 d'un infart. Aprofitant aquest moment d'invalidesa, Louis B. Mayer, que enveja des de fa temps el poder i l'èxit de Thalberg, decideix reemplaçar-lo per David O. Selznick i Walter Wanger. Quan Thalberg reprèn el treball, el 1933, no és més que un dels productors de l'estudi. No obstant això, participa en el desenvolupament d'algunes de les més prestigioses empreses de la MGM com Grand Hotel (1932), Rebel·lió a bord (1935), China Seas (1935), Una nit a l'òpera (1935) amb els Germans Marx, San Francisco (1936), i Romeo and Juliet (1936).
En l'aspecte sentimental, a la seva arribada a MGM, Thalberg alternava amb l'actriu Norma Shearer. Es casa amb ell el 1927 i desitja fer d'ella una mestressa de casa. Però Norma es nega a abandonar la seva carrera d'actriu. Des de llavors, el seu marit li va confiar millors papers i es convertí en la principal estrella de la MGM en els anys trenta. Junts, van tenir dos fills, Irving Jr. (1930-1987) i Katherine (1935-2006).
Thalberg té només 37 anys quan mor d'una pneumònia, a Santa Monica, a Califòrnia durant la preproducció d'Un dia a les curses (1937), i Maria Antonieta (1938).
Thalberg descansa al gran mausoleu del Forest Lawn Memorial Park de Glendale, a Califòrnia. Norma Shearer s'hi va unir el 1983, i havia fet gravar en la tomba del seu difunt marit: My Sweetheart Forever.

## El llegat a la indústria del cinema
Un dels millors amics que pot tenir un home; una de les ments creatives més grans que el món ha produït mai; el líder més gran que ha tingut maig la nostra indústria. Cap paraula no pot expressar ni el meu dolor personal, ni el dolor que sé que tots els que li devem tant podem expressar.
No puc pensar en ningú de la nostra indústria que no tingui un deute profund a Irving Thalberg. d'agraïment. No puc pensar en ningú al món per a qui la seva mort no sigui una pèrdua.
El llegat de Thalberg a la indústria del cinema és incalculable, afirma el biògraf Bob Thomas. Assenyala que amb les seves nombroses innovacions de producció i grans històries, sovint convertint la literatura clàssica i les produccions escèniques de Broadway en imatges de pantalla gran, va aconseguir mantenir «les pel·lícules americanes a tot el món durant una generació». Darryl F. Zanuck, fundador de 20th Century Studios, va dir que durant la breu carrera de Thalberg, s'havia convertit en el «productor més creatiu de la història del cinema».Thomas descriu algunes de les seves contribucions:
| « | La pedra de toc del seu geni va ser la qualitat, la recerca incessant de la qualitat. Es va aventurar en terres desconegudes a la recerca d'un millor entreteniment cinematogràfic, i els seus èxits es van convertir en els objectius dels seus competidors. Sempre buscava el refinament en les imatges visuals, en el so i la música, en l'estil interpretatiu i en la tècnica de direcció. Sobretot, per escrit.... Va reconèixer quan cantaven les paraules, quan els personatges perdien el seu efecte de cartró i adquirien dimensió, quan els esdeveniments podien ser ideats de manera que despertaran les emocions i elevaven l'esperit. Les pel·lícules de Thalberg van realitzar aquestes gestes en un grau sorprenent, i des d'aleshores cap cineasta ha aconseguit la seva mesura. | » |

La majoria de les principals pel·lícules de la MGM dels anys 30 van ser, segons Flamini, «en un sentit molt real», fetes per Thalberg. Va supervisar de prop la realització de «més imatges que qualsevol altre productor de la història de Hollywood», i va ser considerat l'«arquetip del productor creatiu», afegeix Flamini. A la seva prematura mort, als 37 anys, un editorial de The New York Times el va qualificar de «la força més important» de la indústria cinematogràfica. El diari va afegir que per a la indústria cinematogràfica, «va marcar el ritme i altres van seguir... perquè la seva manera combinava estil, glamur i benefici». Flamini el descriu com «un revolucionari amb un vestit de franel·la gris».

Thalberg es va negar a sortir als crèdits com a productor i, com a resultat, el seu nom mai va aparèixer a la pantalla mentre estava viu. Thalberg va afirmar que «no val la pena el crèdit que et dona». També va dir: «Si una imatge és bona, sabran qui la va produir. Si és dolenta, a ningú li importa». La seva darrera pel·lícula, estrenada després de la seva mort, va ser The Good Earth (1937), que va guanyar nombrosos premis de l'Acadèmia. El seu crèdit de la pantalla inicial va ser dedicat a Thalberg: 
| « | A la memòria d'Irving Grant Thalberg – li dediquem aquesta imatge – el seu últim gran assoliment. | » |

El 1938, el nou edifici multimilionari de l'administració de la MGM a Culver City va rebre el nom de Thalberg. El premi commemoratiu Irving G. Thalberg, presentat per l'Acadèmia de les Arts i les Ciències Cinematogràfiques, també porta el seu nom, premia els productors per grans èxits de producció.

## Els deu manaments per al lector d'estudi
Thalberg es va prendre els arguments i els guions tan seriosament que va crear una llista de deu manaments que havien de seguir els lectors de MGM a l'hora de buscar textos que es poguessin utilitzar per a produccions futures:
1. El més important és tenir bones idees. Els trobareu sota tones de suggeriments mediocres.
2. Llegiu almenys dos diaris al dia. Els subjectes puntuals venen millor el guió.
3. Analitzar el material segons els artistes que treballen a l'empresa.
4. Recordeu que treballem amb un vehicle de comunicació visual.
5. Presta atenció als llibres que el teu públic ha estat llegint.
6. Mira com a mínim dos llargmetratges a la setmana, un d'aquesta empresa i un altre d'un competidor.
7. Tota la resta és secundària a l'hora de trobar una situació dramàtica forta, (...) un conflicte interessant entre els personatges principals.
8. Demostra la teva capacitat creativa enviant-nos les teves pròpies propostes.
9. Aprendre bé una llengua estrangera. La demanda de bons arguments és tan gran que el material disponible en anglès fa temps que és insuficient.
10. Sobretot, exerceix la teva percepció de la versemblança de l'argument. Les pel·lícules parlants van fer que el públic fos molt sensible als aspectes falsos de la trama.[15]

## Homenatges
Estant viu, Thalberg es negava que el seu nom aparegués a la pantalla i se li atribuïa l'expressió següent: «Credit you give yourself is not worth having». Només ho trobareu als crèdits de dues pel·lícules. Així, al final de la seva última obra The Good Earth (1937), es pot llegir: "To the Memory of Irving Grant Thalberg his last greatest achievement we dedicate this picture". L'altra dedicatòria data de 1939 per a Goodbye, Mr. Chips, una pel·lícula que havia posat en marxa poc temps abans de la seva mort.
Un premi atorgat per l'Acadèmia de les Arts i les Ciències Cinematogràfiques porta el seu nom.
- Francis Scott Fitzgerald, a la seva última i inacabada novel·la The Last Tycoon, s'ha inspirat en Thalberg per crear el seu personatge principal: el fascinant Monroe Stahr. Com Thalberg, Stahr és brillant, autoritari, popular, casat amb l'estrella de l'estudi i fràgil fisiològicament. El llibre ha estat adaptat al cinema el 1976 per Elia Kazan amb Robert De Niro al paper principal però també Robert Mitchum, Jeanne Moreau, Tony Curtis, Theresa Russell i Jack Nicholson. D'altra banda, Robert Evans ha proposat igualment la seva visió de Thalberg encarnant-lo a la pel·lícula Man of a Thousand Faces de Joseph Pevney.
- Jean-Luc Godard li ret un homenatge insistent a Històries del cinema.

| « | Irving Thalberg ha estat l'únic que, cada dia, pensava 52 films | » |

## Filmografia selecta
| - 1921: Reputation - 1922: The Dangerous Little Demon - 1922: The Trap - 1922: Folies de femmes - 1923: Merry-Go-Round - 1923: El geperut de Notre-Dame - 1924: His Hour - 1924: He Who Gets Slapped - 1924: Greed - 1925: The Unholy Three - 1925: The Mystic - 1925: The Merry Widow - 1925: The Tower of Lies - 1925: The Big Parade - 1925: Ben-Hur: A Tale of the Christ - 1926: Torrent - 1926: La Bohème - 1926: Brown of Harvard - 1926: The Road to Mandalay - 1926: The Temptress - 1926: Valencia - 1926: Flesh and the Devil - 1927: Twelve Miles Out - 1927: The Student Prince in Old Heidelberg - 1927: London After Midnight - 1928: The Crowd - 1928: Laugh, Clown, Laugh - 1928: White Shadows in the South Seas - 1928: Show People - 1928: West of Zanzibar - 1928: The Big City | - 1929: The Broadway Melody, de Harry Beaumont - 1929: The Trial of Mary Dugan - 1929: Voice of the City - 1929: Where East Is East - 1929: The Last of Mrs. Cheyney - 1929: The Hollywood Revue of 1929 - 1929: Hallelujah - 1929: His Glorious Night - 1929: The Kiss - 1930: Anna Christie - 1930: Redemption - 1930: The Divorcee - 1930: The Rogue Song - 1930: The Big House - 1930: The Unholy Three - 1930: Let Us Be Gay - 1930: Billy the Kid - 1930: Way for a Sailor - 1930: A Lady's Morals - 1931: Inspiration - 1931: Trader Horn - 1931: The Secret Six - 1931: Just a Gigolo - 1931: A Free Soul - 1931: Menschen hinter Gittern - 1931: The Sin of Madelon Claudet - 1931: The Guardsman - 1931: The Champ - 1931: Possessed - 1931: Private Lives - 1931: Mata Hari | - 1932: Freaks - 1932: Tarzan the Ape Man - 1932: Grand Hotel - 1932: Letty Lynton - 1932: As You Desire Me de George Fitzmaurice - 1932: Red-Headed Woman - 1932: Smilin' Through - 1932: Red Dust - 1932: Rasputin and the Empress - 1932: Strange Interlude - 1933: Tugboat Annie - 1933: Bombshell - 1933: Eskimo/Mala the Magnificent - 1934: Riptide - 1934: The Barretts of Wimpole Street - 1934: The Merry Widow - 1934: Outcast Lady - 1934: What Every Woman Knows - 1935: Biography of a Bachelor Girl - 1935: No More Ladies - 1935: China Seas - 1935: Rebel·lió a bord - 1935: A Night at the Opera - 1936: Riffraff - 1936: Romeo and Juliet - 1936: Camille - 1937: Maytime - 1937: A Day at the Races - 1937: Broadway Melody of 1938 - 1937: The Good Earth - 1938: Maria Antonieta |